# Козацькі дуби
Козацькі дуби — ботанічна пам'ятка природи місцевого значення в Україні. Знаходиться на північній околиці с. Михайлівка на крутому схилі правого корінного берега р. Псел.

## Опис
Площа 1 га. Оголошено територією ПЗФ 27.07.2007. Перебуває у користуванні ДП "Лебединський лісгосп": Лебединське лісництво, кв. 83 (діл. 6). Рішенням Сумської обласної Ради депутатів трудящих від 20.06.72 р. №305 раніше оголошувалась пам'ятка природи під назвою «Дуби Петра 1».
Охороняється ділянка лісових насаджень з місцем зростання трьох унікальних за віком та параметрами дерев дуба звичайного (вік – близько 350 років, висота – до 25 м, обхват на висоті 1,3 м – 437-510 см). 
За переказами дуби історично пов'язані з родиною місцевих меценатів графів Капністів що з перебуванням у цій місцевості російського царя Петра І під час подій російсько-шведської війни 1707-1708 рр. Має особливе рекреаційне, історико-культурне, еколого-освітнє та виховне значення. Назва при створенні «Петрівські дуби», перейменовано на «Козацькі дуби».

## Галерея

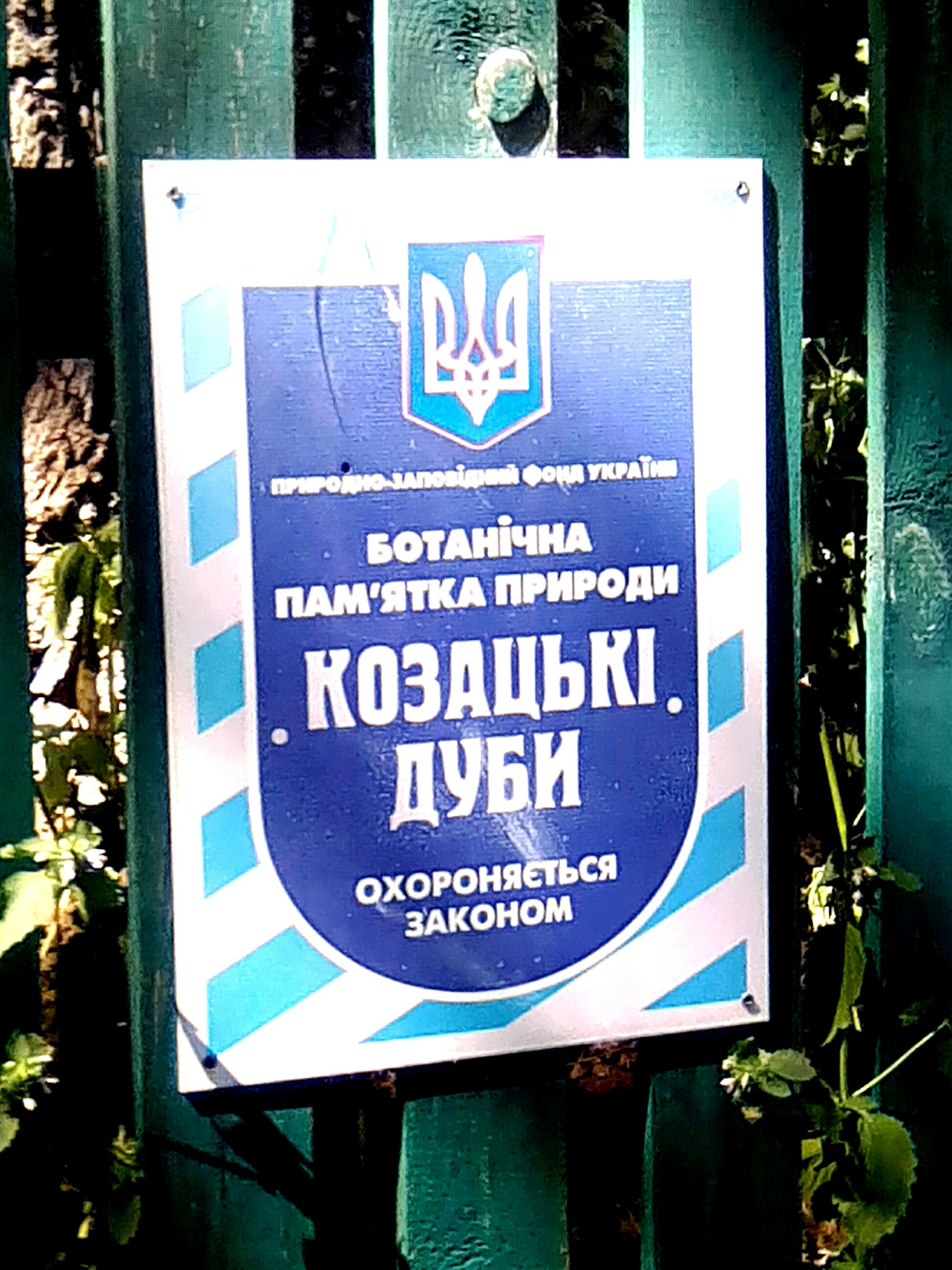
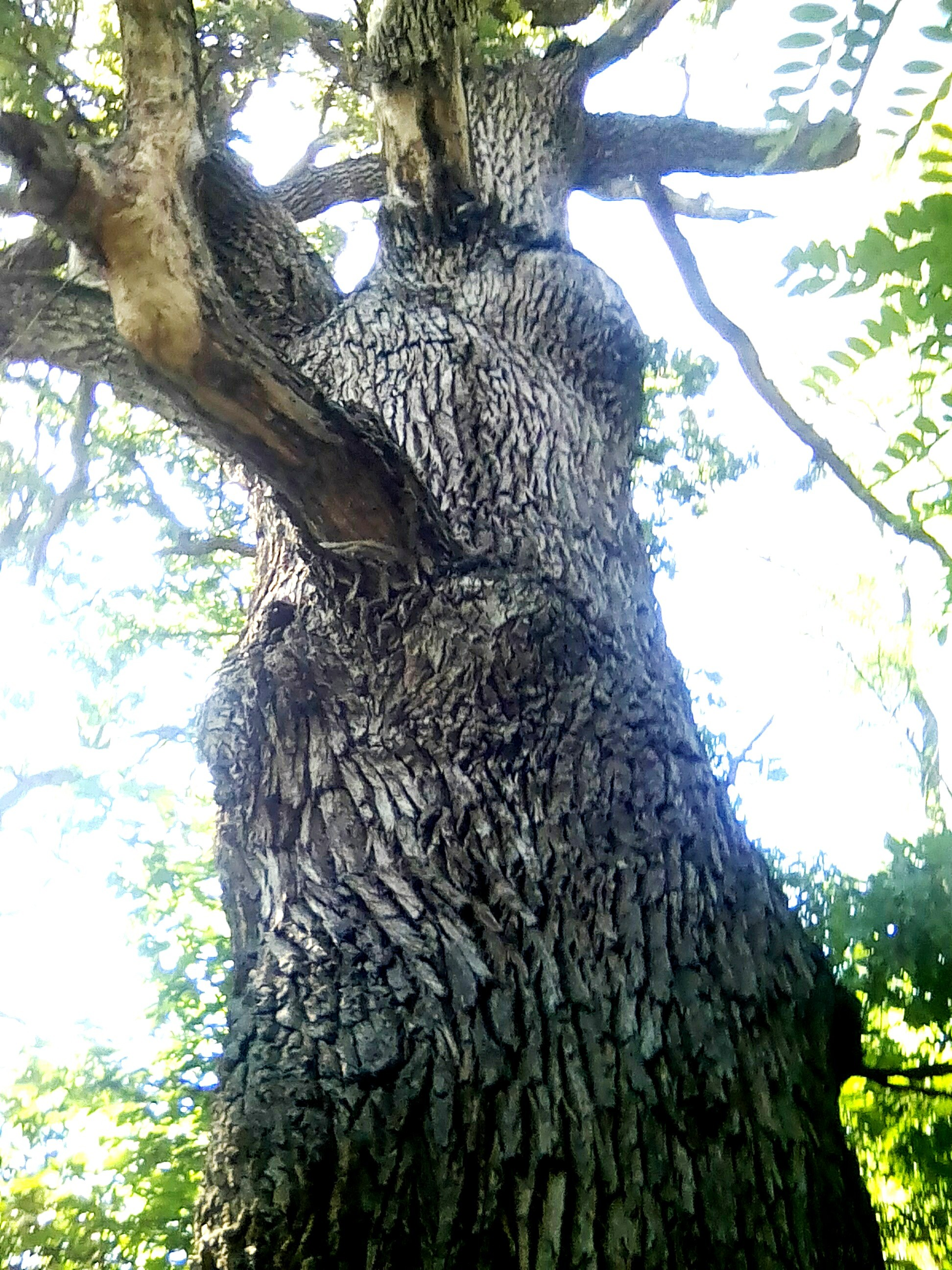
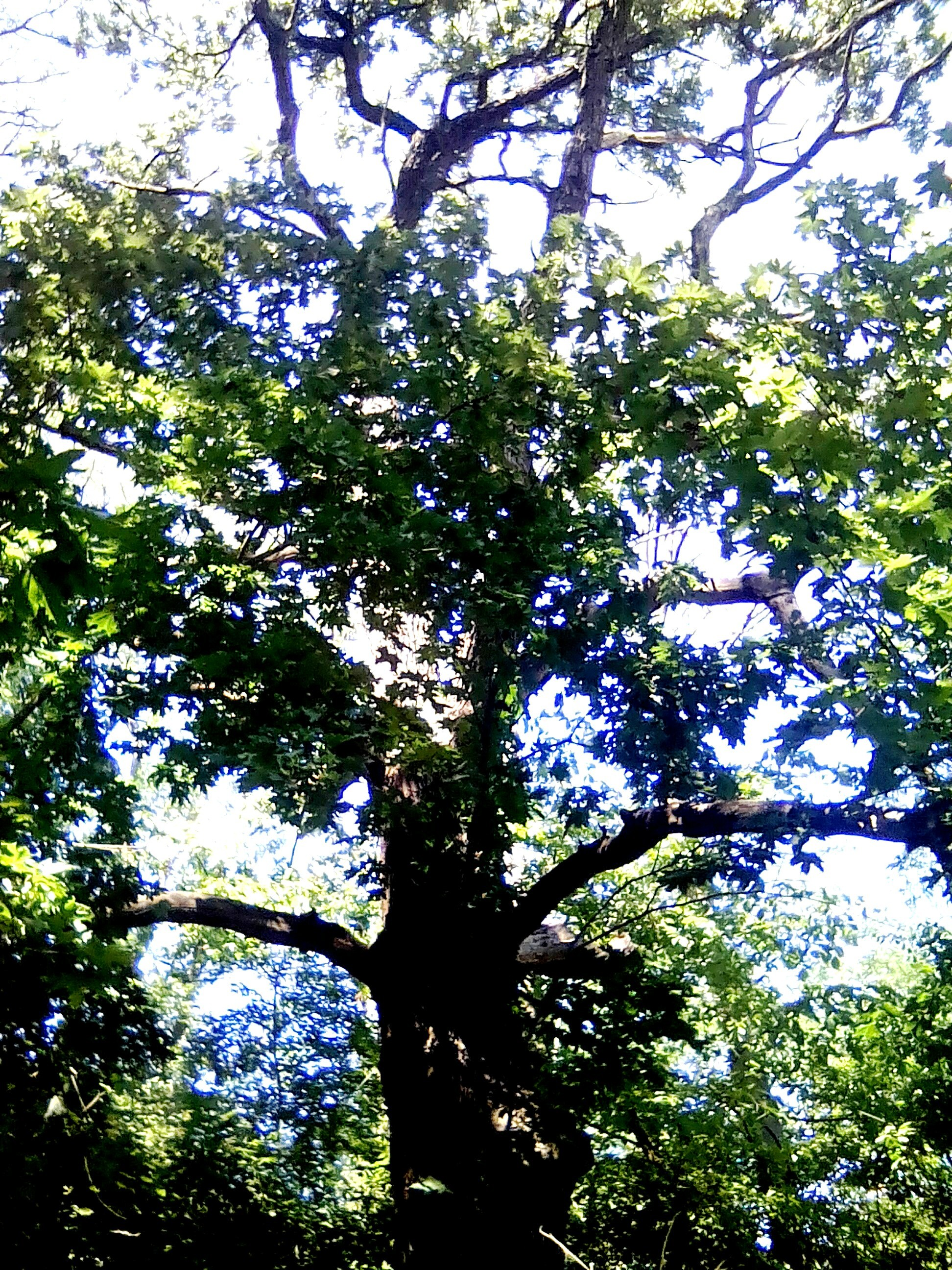
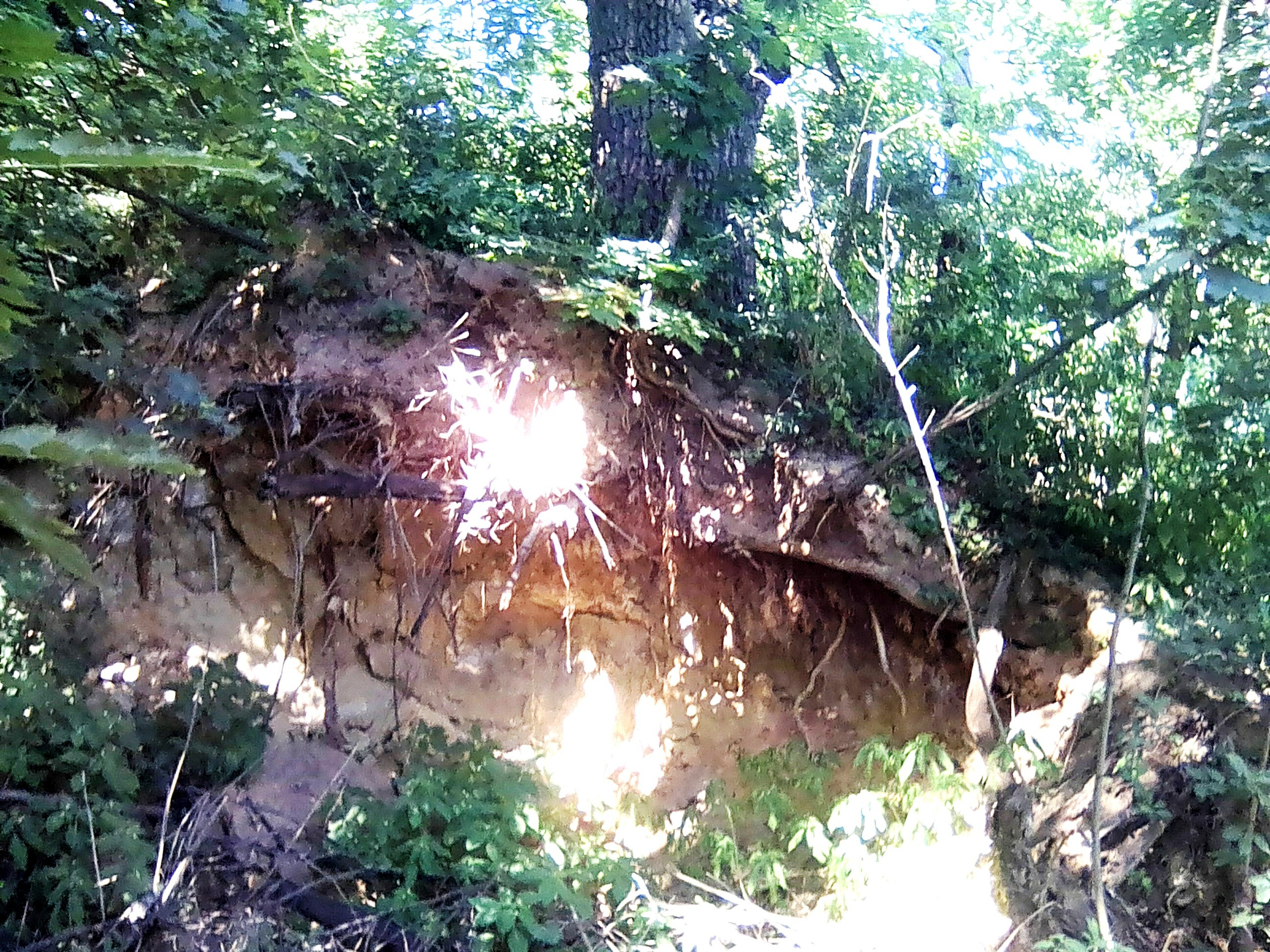